# Hey You (песня Мадонны)
«Hey You» (с англ. — «Эй, вы») — благотворительная песня, написанная и записанная американской певицей Мадонной . Она же выступила продюсером песни вместе с Фарреллом Уильямсом. Сингл предназначался для кампании Live Earth . Он был выпущен в цифровом виде 24 мая 2007 года и был доступен на CD и DVD с концертом Live Earth 4 декабря 2007 года. В музыкальном плане это минималистичная фолк-баллада с простой гимноподобной лирикой, рассказывающей о том, как спасти мир от разрушения. Песня получила в целом смешанные отзывы: одна группа рецензентов прокомментировала, что скромное послание песни было скучным, в то время как другие назвали песню милой и высоко оценили приверженность Мадонны благотворительности.
«Hey You» первоначально был выпущен для бесплатной загрузки в течение семи дней, а затем был выпущен в виде обычного цифрового сингла. После того, как он был выпущен как обычный цифровой сингл, он вошел в нижнюю часть чартов продаж нескольких стран, включая Великобританию, Канаду, Швецию и Швейцарию. Мадонна исполнила песню только один раз на концерте Live Earth в Лондоне, где к ней присоединился хор школьников на бэк-вокале, в то время как на заднем плане отображались изображения, относящиеся к сообщению песни, такие как естественные разрушения, различные культуры и политические лидеры.

## История создания
«Эй, вы» была написана Мадонной, которая также спродюсировала ее вместе с Фарреллом Уильямсом в честь концерта Live Earth 2007 года в Лондоне . Произведение было вдохновлено кампанией по изменению климата. Это стало первым выпущенным материалом Мадонны, который был написан ею полностью самостоятельно после " Gambler " (1985). Live Earth стала музыкальным событием, которое объединило более ста хэдлайнеров в серии концертов, два миллиарда человек и запустило массовое движение по борьбе с климатическим кризисом. Концерты проходили в таких городах, как Нью-Йорк, Лондон, Сидней, Токио, Шанхай, Рио-де-Жанейро и др. Это положило начало многолетней кампании, проводимой Альянсом по защите климата, с целью побудить отдельных лиц, корпорации и правительства принять меры. Песня была доступна для скачивания в форматах MP3 и WMA на веб- сайте MSN Live Earth . Microsoft пообещала пожертвовать $ 0,25 за загрузку обществу «Альянс за глобальное изменение климата» для первого миллиона загрузок трека. Основатель Live Earth Кевин Уолл сказал в своем заявлении: «Мы очень рады, что Мадонна пожертвовала свое искусство для Live Earth и является частью этого движения для нас».

## Композиция
«Hey You» — это минималистичная, прямолинейная баллада в среднем темпе с влиянием фолка. Она включает в себя такие тексты, как "Эй, вы / Не сдавайся / Это не так уж плохо / У нас все еще есть шанс ". Лирика передает сообщение, что очищение вашей собственной души может открыть путь, с помощью которого можно изменить мнение других. Согласно The New York Times, текст песни имеет прямое, схожее с гимном, послание, например, в строках «Вы можете изменить кого-то другого / Тогда вы спасли кого-то другого / Но сначала вы должны любить себя». Дэрил Дэвис из Blogcritics почувствовал, что «Эй, вы» — это то, как сделать мир лучше. Песня начинается с звука акустических гитар, а потом ведёт к работающему припеву, который, по словам Дэвиса, «прост и трогателен».

## Профессиональные рецензии
Сара Холл от E! В сети назвали её песней, которая вряд ли вдохновит слушателей выйти на танцпол. Джон Парелес из The New York Times, просматривая концерт Live Earth в Лондоне, сказал, что песня и ее тексты типа «Не сдавайся / это не так уж плохо» не совсем красноречивы. Делая рецензию на альбом Мадонны « Hard Candy», он отметил, что «Hey You» не может быть эквивалентом для кавер-версии Мадонны песни Джона Леннона «Imagine». Он также отметил, что «песня пришла и ушла, собрав некоторые корпоративные пожертвования». Алессандра Стэнли из The New York Times прокомментировала, что в песне было скромное сообщение со строками типа «Не сдавайся / это не так уж плохо / у нас еще есть шанс»
Майкл Хиршорн из The Atlantic Monthly сказал, что эта песня была доказательством того, что сердце Мадонны находится в нужном месте. Реакции фан-сайтов Мадонны также были смешаны с некоторыми фанатами, которые осуждали сообщение трека как чрезмерно сентиментальное, а текст — как слабый, в то время как другие защищали песню как «милую» и «не такую уж и плохую», в то же время отмечая приверженность певицы благотворительности. Дэрил Д. из Blogcritics почувствовал, что «даже если текст слегка клишированный, Мадонна даёт лучшее вокальное исполнение со времен Evita и это добавляет переживаний, даже когда лирика косячит. … Продюсирование в этой записи является выдающимся. Это также доказывает, что Мадонна привносит в свои записи намного больше, чем её критики считают, потому что это звучит абсолютно не так, как песня, которую спродюсировал бы Фаррелл Уильямс. Акустические гитары в начале ведут к инструментальному хору, который прост и трогателен».

## Коммерческий успех
«Hey You» рекламировался на официальном сайте Live Earth и концерте 7 июля 2007 года в Лондоне. Не было выпущено ни одного физического сингла. Тем не менее, ему удалось попасть в чарты в таких странах, как Канада, Швеция и Швейцария на второй неделе после выпуска, что было основано исключительно на платных загрузках. В Канаде песня вошла на одну неделю в чарте Canadian Hot 100 на позиции под номером пятьдесят семь и присутствовала только одну неделю. В Швейцарии он вошел в чарт под номером 60, но на следующей неделе упал до номера 91. Песня снова начала расти и в конечном итоге достигла максимального для себя 55-го номера в чарте от 2 сентября 2007 года. «Эй, ты» присутствовал в чарте в общей сложности семь недель. Он дебютировал на шведском чарте синглов под номером 58 и достиг максимума в 57, будучи представленным в чарте в течение трех недель. Песня также смогла попасть в нижнюю часть чарта UK Singles, под номером 187, основываясь на загрузках. В Чешской Республике он достиг первой десятки и достиг пика на девятом месте в чартах радио. «Эй, ты» также вошел в Цифровые чарты Италии, достигнув пика номер 36 на своей четвертой неделе. В Соединенных Штатах песня была продана в количестве 3000 цифровых загрузок после того, как она стала доступна только для покупки в iTunes Store . Песня не была допущена к чарту на Hot Digital Songs, так как бесплатные загрузки не применяются в чарте для Billboard и Nielsen SoundScan .

## Живое выступление

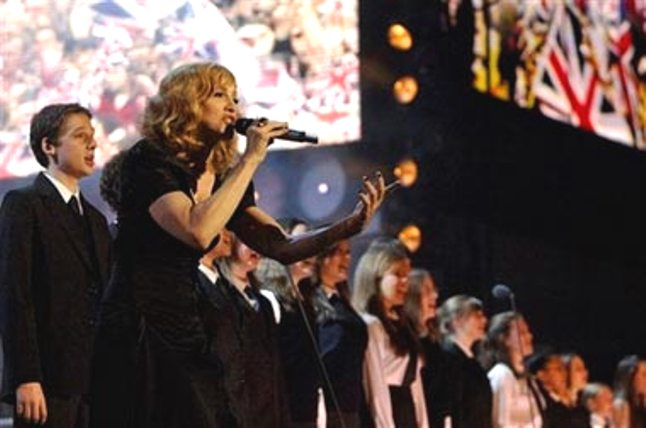
Мадонна исполняет «Hey You» на концерте. Она окружена хором детей в школьной форме.

17 мая 2007 года, Warner Bros. объявили Мадонну одним из семнадцати хедлайнеров, выступающих на стадионе Уэмбли на лондонской части концертов Live Earth . Это единственное место, где Мадонна исполнила песню. Сет-лист Мадонны был последним представлением лондонского этапа перед переездом концерта в Нью-Йорк . «Hey You» был первым в сет-листе, который состоял из четырех песен. Это также использовалось в качестве связующей музыки между группами, выступающими на Уэмбли. Спектакль начался с символического выключения света стадиона, который погрузил его в темноту, за исключением огней на сцене и от камер. Актер Теренс Стэмп, который участвовал в шоу, заявил: "Давайте не будем этим огорчаться, давайте этим будем рады. Пусть это будет началом приключения! " Мадонна вышла на сцену в черном атласном купальнике и юбке в сопровождении длинной очереди детей в школьной форме. Детей сравнили с школьным хором Хогвартса из серии книг «Гарри Поттер» — по мнению New York Times.
Мадонна начала петь песню, держа в руке микрофон. Фон имитировал послание песни, показывая последовательность изображений разрушений окружающей среды, таких как пожары, атомные электростанции, страдающие животные, которые изменились с изображениями таких провидцев, как Нельсон Мандела, Аунг Сан Су Чжи, Махатма Ганди, и нынешних политических лидеров, таких как Джордж У. Буш, Гордон Браун и Николя Саркози . Видео прогрессировало, чтобы показать изображение раздетых, но тем не менее радостных африканских детей, подбрасывающих земной шар в воздух, где оно превращается в изображение Земли, видимое из космоса. Идея видео состояла в том, чтобы транспонировать образы мировых лидеров со стихийными бедствиями. Лирика песни была также спроецирована как титры . Бэк-вокал были предоставлен детьми. Спектакль закончился тем, что Мадонна и дети вышли перед сценой и приветствовали толпу.

## Участники записи
- Мадонна — автор песен, продюсер
- Мирвэ Ахмадзаи — гитара
- Фаррелл Уильямс — продюсер, гитара, клавишные